# Heinfels
Heinfels é um município da Áustria, situado no distrito de Lienz, no estado do Tirol. Tem 14,56 km² de área e sua população em 2019 foi estimada em 978 habitantes.